# Скотт Іствуд
Скотт Іствуд (англ. Scott Eastwood; нар. 21 березня 1986, Кармел-бай-те-Сі, Монтерей, США) — американський актор, продюсер та модель.

## Життєпис
Скотт Іствуд — син відомого актора та режисера Клінта Іствуда та стюардеси Яцлін Рівз. Хоча у свідоцтві про народження вказано, що батько відмовився, дитинство проходило між Кармелом, Каліфорнія у маєтку батька та Гаваями, де жила мати. У Скотта є рідна сестра Кетрін Рівз та ще брат й сестри по батьку.
Скотт закінчив Університет Лойола Мерімаунт, Лос-Анжелес у 2008.

## Кар'єра
На початку кар'єри використовував прізвище матері Рівз. Дебютував у драмі «Танці вулиць». Потім була робота у воєнній драмі «Прапори наших батьків», режисером виступив його батько Клінт Іствуд. Після другорядних ролей у кримінальній драмі «Американський злочин», байопіку «Гордість» та кримінальному бойовику «Гравець 5150» актор знову зіграв у свого батька у «Ґран Торіно». Стрічка була оцінена кількома міжнародними преміями.
У 2009 знімався разом з Морганом Фріменом та Меттом Деймоном у фільмі про життя Нельсона Мандели «Непідкорений», зігравши Джеля Странскі — гравця у регбі. Через два роки спробував себе у жанрі озвучення у анімаційному мультфільмі «Юдейський лев». У 2013 зіграв одну із головних ролей у фільмі жахів «Техаська різанина бензопилою 3D».
У екранізації роману Ніколаса Спаркса «Найдовша подорож» Скотт виконав головну роль вершника Люка Коллінза. Під час зйомок актор відмовився від дублера: у сцені з биком Іствуд протримався 2,5 секунди верхи на ньому. У політичному трилері «Сноуден» 2016 зіграв агента АНБ. Того ж року виконав роль лейтенанта Едвардса у фільмі «Загін самогубців».
Зовнішність Скотта Іствуда не залишили поза увагою Hugo Boss, Abercrombie & Fitch, Davidoff, протягом тривалого періоду він був обличчям цих компаній.

## Фільмографія

### Фільми
| Рік  | Назва                             | Оригінальна назва                         | Роль                | Примітки        |
| ---- | --------------------------------- | ----------------------------------------- | ------------------- | --------------- |
| 2004 | «Танці вулиць»                    | You Got Served                            | Стів                |                 |
| 2006 | «Прапори наших батьків»           | Flags of Our Fathers                      | Роберто Ландзфорд   |                 |
| 2007 | «Американський злочин»            | An American Crime                         | Ерік Дестрой        |                 |
| 2007 | «Гордість»                        | Pride                                     | Джейк Болерс        |                 |
| 2008 | «Гравець 5150»                    | Player 5150                               | Браян Вікс          |                 |
| 2008 | «Ґран Торіно»                     | Gran Torino                               | Трей Гармфул        |                 |
| 2009 | «Веселка Шеннон»                  | Shannon's Rainbow                         | Джо Мілтон          |                 |
| 2009 | «Непідкорений»                    | Invictus                                  | Джоель Странскі     |                 |
| 2011 | «Вхід у невідомість»              | Enter Nowhere                             | Том Діп             |                 |
| 2011 | «Юдейський лев»                   | The Lion of Judah                         | Джек Ліонс          | озвучення       |
| 2012 | «Притулок»                        | Shelter                                   | Раян                | телефільм       |
| 2012 | «Фальсифікатор»                   | The Forger                                | Раян Фелтер         |                 |
| 2012 | «Кручений м'яч»                   | Trouble with the Curve                    | Біллі Кларк         |                 |
| 2013 | «Техаська різанина бензопилою 3D» | Texas Chainsaw 3D                         | Карл Гартман        |                 |
| 2014 | «Лють»                            | Fury                                      | сержант Майлз       |                 |
| 2014 | «Ідеальна хвиля»                  | The Perfect Wave                          | Єн МакКормак        |                 |
| 2014 | «Ранковий патруль»                | Dawn Patrol                               | Джон Пайпер         |                 |
| 2015 | «Найдовша подорож»                | The Longest Ride                          | Люк Коллінз         |                 |
| 2015 |                                   | The Bachelor with Dogs and Scott Eastwood |                     | короткометражка |
| 2015 | «Диявол»                          | Diablo                                    | Джексон             |                 |
| 2016 | «Рівнини Меркурія»                | Mercury Plains                            | Мітч Девіс          |                 |
| 2016 | «Сноуден»                         | Snowden                                   | Тревор Джеймс       |                 |
| 2016 | «Загін самогубців»                | Suicide Squad                             | лейтенант Едвардс   |                 |
| 2017 |                                   | Walk of Fame                              | Дрю                 |                 |
| 2017 | «Закон ночі»                      | Live by Night                             | Ейден               | видалені сцени  |
| 2017 | «Форсаж 8»                        | The Fate of the Furious                   | Ніхто Молодший      |                 |
| 2017 | «Овердрайв»                       | Overdrive                                 | Ендрю Фостер        |                 |
| 2018 | «Тихоокеанський рубіж: Повстання» | Pacific Rim: Uprising                     | Ламберт             |                 |
| 2019 | «Аванпост»                        | The Outpost                               | Клінт Ромешей       |                 |
| 2021 | «Інкасатор»                       | Wrath of Man                              | Том                 |                 |
| 2022 | «Золото острова Ґардіан»          | Dangerous                                 | Ділан «Д» Форрестер |                 |
| 2023 | «Форсаж 10»                       | Fast X                                    | Ніхто Молодший      |                 |
| 2025 | «Шкодую за тобою»                 | Regretting You                            | Кріс                |                 |

### Серіали
| Рік  | Назва              | Оригінальна назва | Роль       | Примітки |
| ---- | ------------------ | ----------------- | ---------- | -------- |
| 2013 | «Пожежники Чикаго» | Chicago Fire      | Джим Барнс | 1 епізод |
| 2014 | «Поліція Чикаго»   | Chicago PD        | Джим Барнс | 1 епізод |